# Durbali-Sultan-Tekke

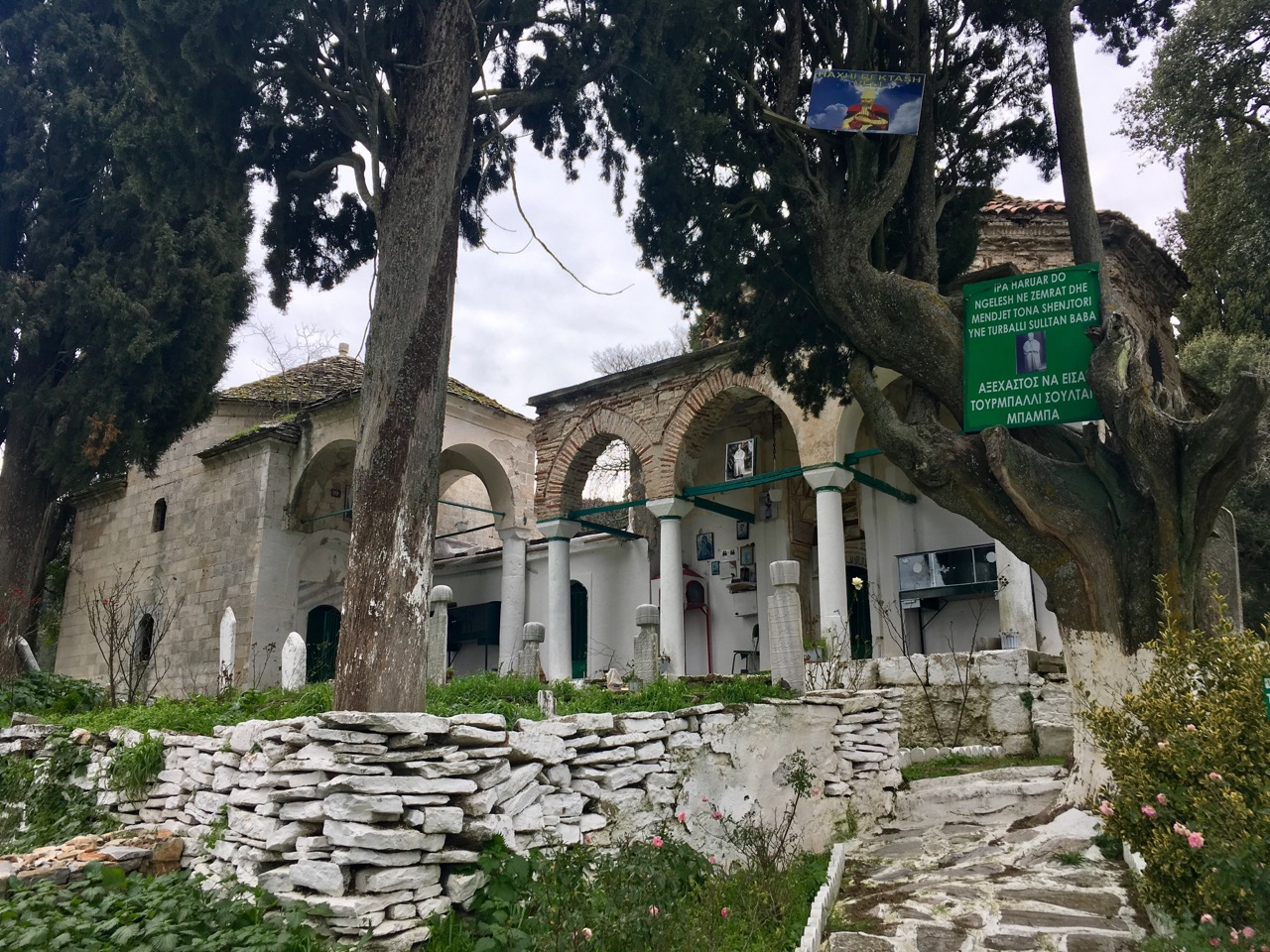
Die Durbalı-Sultan-Tekke

Die Durbali-Sultan-Tekke (griechisch Τεκές Ντουρμπαλί Σουλτάν Tekés Dourbalí Soultán) auch Tekke von Asprogia (Τεκές των Ασπρογείων Tekés ton Asprogíon) oder Ireni-Tekke (Ιρενί Τεκές) genannt, ist eine alevitisch-albanische Tekke beim Dorf Asprogia östlich von Farsala in der griechischen Region Thessalien.

## Geschichte
Die Tekke wurde gegen Ende des 15. Jahrhunderts  vermutlich auf den Ruinen eines byzantinischen Georgsklosters aus dem 10. Jahrhundert errichtet. Ein Fresko des Heiligen Georg, der wie viele andere christliche Heilige von den Sufis verehrt wird, ist heute noch zu sehen.
Um das Jahr 1770 wurde die Tekke vom Mevlevi-Orden besetzt. Um das Jahr 1880 lebten in der Anlage noch 55 Derwische.
Im Jahre 1925 fanden hier zahlreiche vor den Repressionen des albanischen Königs Ahmet Zogu geflohene Albaner Unterschlupf, die auch vom griechischen Staat unterstützt wurden. In dieser Zeit übernahmen albanische Bektaschi die Kontrolle über die Tekke. Um die Mitte der 1930er Jahre wurde die Tekke von sechs älteren albanischen Derwischen unter ihrem Anführer Kiaxem Baba (Κιαξήμ Μπαμπά) bewohnt. Die Derwische des Klosters galten als sehr gastfreundlich.
Durch ein Erdbeben im Jahr 1955 wurden über die Hälfte der Tekke-Gebäude beschädigt und die Einfriedung zerstört. Mit der Umsetzung einer Rechtsvorschrift für albanische Immobilien in Griechenland beschlagnahmte der griechische Staat 1959 das gesamte Eigentum der Tekke. Nach dem Tod des letzten Vorstehers Baba Seit (Μπάμπα Σαΐτ) 1972 lehnten griechische Behörden eine Nachfolge ab. Die Tekke geriet zunehmend in schlechten Zustand. Die meisten liturgischen Gegenstände wurden aus den Räumlichkeiten entwendet, die Bilder und Kalligrafien der Türben durch Insektenbefall und Feuchtigkeit beschädigt.

## Bauwerk
Das Kloster liegt auf einer Geländeterrasse. Mauern umgaben die Anlage aus zahlreichen Gebäuden.
Die Tekke ist ein zweistöckiges Steinbauwerk mit Maßen von ungefähr 7 × 10 Metern. Die Fenster und Türen sind eingeschlagen und die inneren Logen zerstört. Die Decke steht kurz vor dem Einsturz. Die Gemeinde Farsala bemüht sich um den Unterhalt der Tekke, die weder ihr gehört, noch ihr unterstellt ist. Die Tekke wurde 1981 als historisches Denkmal eingestuft.
In der Tekke befinden sich Porträts des Imam Alī und von Hadschi Bektasch.
Die kleine „Tempel von Durbalos“ genannte Moschee außerhalb des Hofes der Tekke ist in einem relativ guten Zustand, das Minarett besteht jedoch nicht mehr. Hier wurden einige Derwische bestattet.